# Flemingia parviflora
Flemingia parviflora är en ärtväxtart som beskrevs av George Bentham. Flemingia parviflora ingår i släktet Flemingia och familjen ärtväxter. Inga underarter finns listade i Catalogue of Life.